# Rochebrune (Drôme)
Rochebrune (okzitanisch: Ròchabruna) ist ein Ort und eine Gemeinde mit 52 Einwohnern (Stand 1. Januar 2022) im Département Drôme in der südfranzösischen Region Auvergne-Rhône-Alpes. Seit dem Jahr 2015 gehört Rochebrune zu den Ortschaften im neugeschaffenen Regionalen Naturpark Baronnies provençales.

## Lage
Der Ort Rochebrune liegt auf einer leichten Anhöhe am Ende eines abgelegenen Tales im Département Drôme, nahe der Grenze zum Département Ardèche in einer Höhe von ca. 580 m; die nächstgrößere Stadt, Nyons, befindet sich ca. 25 km (Fahrtstrecke) nordwestlich. Im Südwesten des Gemeindegebietes entspringt die Eyguemarse.

## Bevölkerungsentwicklung
| Einwohner                  | 296 | 397 | 157 | 31 | 45 | 61 |
| Quellen: Cassini und INSEE |     |     |     |    |    |    |

Der Bevölkerungsrückgang Ende des 19. und in der ersten Hälfte des 20. Jahrhunderts ist im Wesentlichen auf den Verlust an Arbeitsplätzen infolge der Mechanisierung der Landwirtschaft zurückzuführen.

## Wirtschaft
Die Einwohner des Ortes lebten jahrhundertelang als Selbstversorger von der Landwirtschaft (Feldbau und Viehzucht). Auch Wein wurde angebaut; der Ort besitzt auch heute noch das Recht zur Vermarktung seiner Weintrauben über die Appellationen Comtés Rhodaniens, Coteaux des Baronnies, Mediterranée und Drôme; es gibt zwar noch Weinfelder in der Umgebung des Ortes, doch ist kein Winzer mehr im Ort ansässig. Seit den letzten Jahrzehnten des 20. Jahrhunderts spielt der Tourismus in Form der Vermietung von Ferienwohnungen (gîtes) eine wichtige Rolle im Wirtschaftsleben des Ortes.

## Geschichte
Im 12. Jahrhundert gehörte der Ort zum Besitz der Abtei Saint-André de Villeneuve-lès-Avignon, die sowohl die Burgkapelle Saint-André d’Esparron als auch die Kirche Saint-Vincent im bereits seit langem verlassenen Nachbarort Linceuil verwaltete. Bereits im Jahr 1245 wurden Ort und Kirche unter den Schutz der Abtei der Île Barbe gestellt.

## Sehenswürdigkeiten

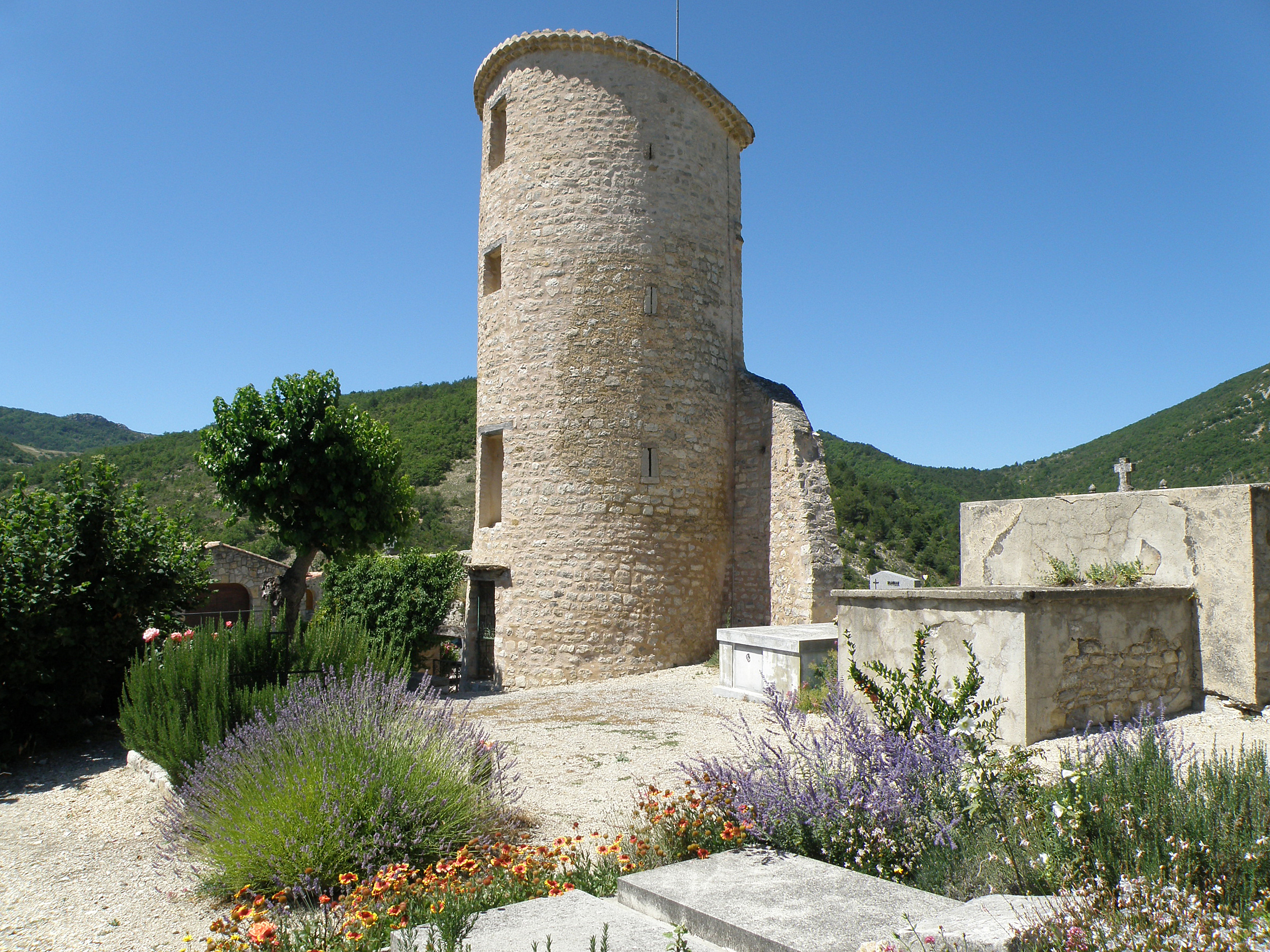
Burgturm

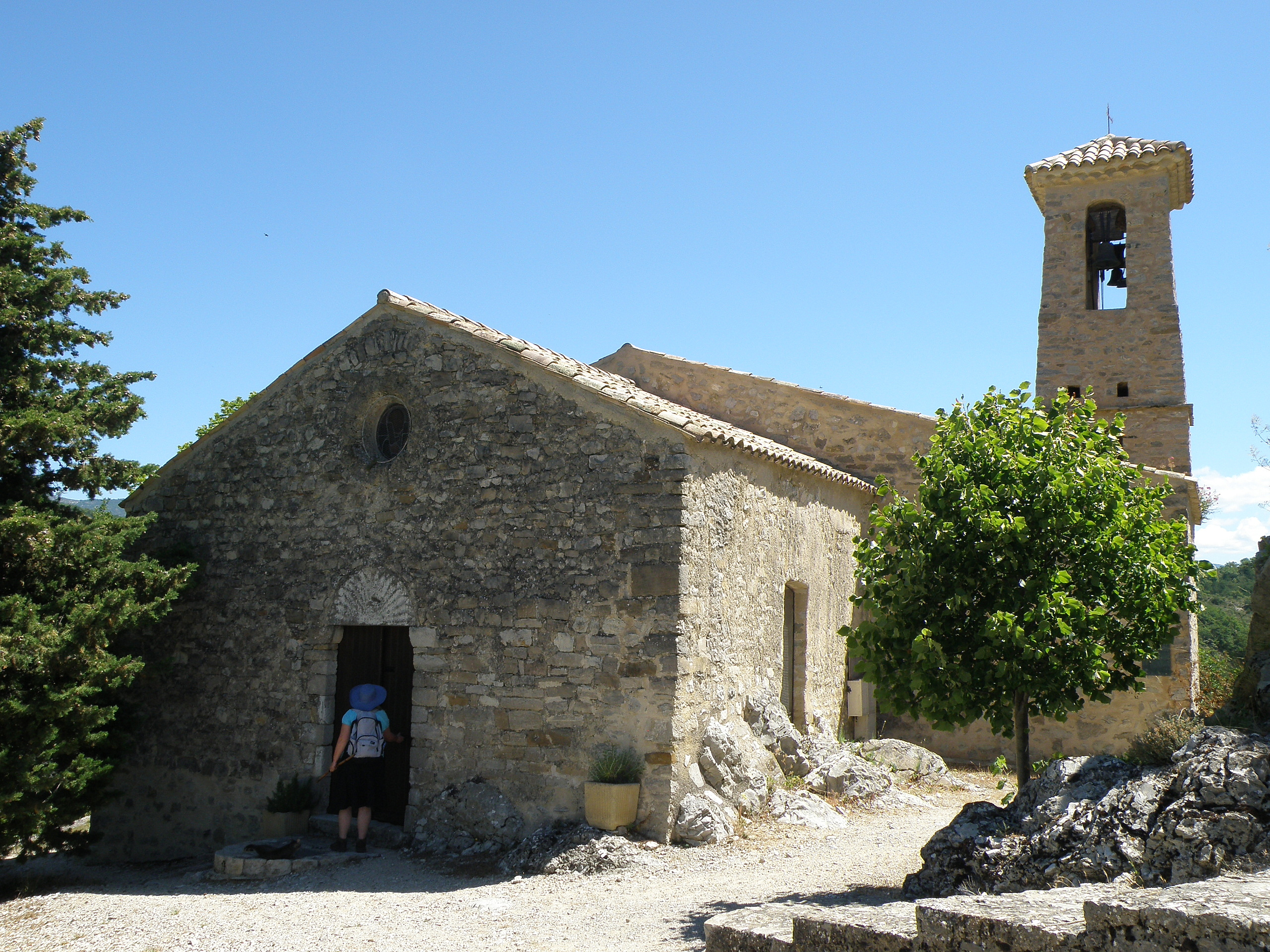
Église Staint-Michel

- Der kleine Ort ist als village fleuri anerkannt.
- Die aus nur wenig bearbeiteten Bruchsteinen errichtete Pfarrkirche Saint-Michel ist dem Erzengel Michael geweiht und stammt aus dem 12. und 15. Jahrhundert. Das Tympanon über dem Eingangsportal ist muschelförmig gestaltet. Der schlichte Glockenturm verjüngt sich leicht nach oben.
- Von der unmittelbar angrenzenden mittelalterlichen Burg (château) stehen noch zwei Rundtürme, von denen einer nur noch zur Hälfte erhalten ist. Das ehemalige Burgareal dient heute als Gemeindefriedhof (cimetière).